# Miss Michelle

Miss Michelle met in haar handen de foto van wijlen Dille, de moeder van de travestieten die haar leermeester was.

Miss Michelle is een Gentse drag-artiest en het alter ego van Christophe Verschueren (circa 1971). 
Verschueren deed als kind op schoolfeestjes playbacknummertjes als grote madame. Moeders lippenstift en kleding hadden een grote aantrekkingskracht op hem. Hij wilde verpleegkundige worden, maar dat mocht niet van zijn vader, en onder enige dwang ging hij elektriciteit studeren. Dat bleek geen goede keuze, hijzelf zag voor zichzelf meer toekomst in de modellenwereld en als danser. Eind jaren tachtig kwam hij uit de kast als homo.
In 1993 werd hem gevraagd om tijdens de Gentse Feesten als danser op te treden voor de shows van Dille. Hij accepteerde het aanbod en betrad toen definitief de wereld van travestie. Dit deed hij vooral in de avonduren, terwijl hij overdag regulier werk deed, eerst jarenlang als laborant en later als conciërge van een Gents appartementencomplex.
Omdat gages van drag-artiesten hoger zijn dan gages van dansers begon hij in 1999 zijn eigen gezelschap, het travestiegezelschap Les Folles de Gand. In 2001 organiseerde hij de eerste Miss Travestie België, destijds met de naam Miss Les Folles de Gand, een verwijzing naar zijn eigen gezelschap. Om een groter publiek te bereiken veranderde hij de naam later naar Miss Travestie België, wat beklijfde. Anno 2023 was Verschueren nog steeds organisator, en gold de Miss Travestie België als de belangrijkste travestie‑verkiezing van de Benelux.